# 克特勒
克特勒（德語：Kettler）是一家德國生產商，總部設於德國北萊因-威斯特法倫的恩瑟，其產品以健身器械為主。

## 歷史
克特勒是於1949年於德國恩瑟成立，起先是以生產戶外設施為主，後來到1977年，增設健身器材和自行車之生產線。

## 外部参考
- 英文官方網址 （页面存档备份，存于）
- 中文官方網址